# فری، آلاسکا
فری (به انگلیسی: Ferry) شهرکی در بخش دنالی، آلاسکا ایالت آلاسکا است که جمعیت آن در سرشماری سال ۲۰۰۰ میلادی ۲۹ نفر بوده‌است.